# Tarenna acutisepala
Tarenna acutisepala är en måreväxtart som beskrevs av Wei Chiu Chen. Tarenna acutisepala ingår i släktet Tarenna och familjen måreväxter. Inga underarter finns listade i Catalogue of Life.